# 龍龜山寺遺址
龍龜山寺遺址位於四川省瀘州市敘永縣，文物遺址年代判定為明。2012年7月16日公佈為第八批四川省文物保護單位。
龍龜山寺遺址位於四川省敘永縣大石鄉互助村三社龍龜山，北距龍龜河150公尺。寺廟始建於明代，明清兩代均有修繕，文革期間被毀嚴重，坐東北向西南。遺址正前方石梯下有一牌坊，上刻文字記載建廟過程。遺址已出土石刻造像達兩百余尊，尚有大量石刻未出土，體量3公尺至幾十公釐不等。出土造像造型特別，形象生動，是反映民俗文化內容的生動教材。2001年，龍龜山寺遺址被瀘州市人民政府公佈為市級文物保護單位。